# Los Valles (Bolivien)
Los Valles (spanisch für „die Täler“) ist eine geografische Region in Bolivien mit einer mittleren Höhe von 2000 bis 3000 m, die sich in einem Streifen von Norden nach Süden zwischen den östlichen Gebirgsketten der Anden und dem nach Osten anschließenden Amazonasbecken erstreckt.

## Lage
Los Valles umfasst weite Teile des Departamento Cochabamba, den Osten des Departamento Potosí, den Westen des Departamento Chuquisaca und des Departamento Tarija, einen Teil des Departamento La Paz, und den äußersten Westen des Departamento Santa Cruz bei Vallegrande.
In Los Valles befinden sich wichtige Stadtregionen Boliviens, vor allem die Region Cochabamba-Sacaba-Quillacollo, aber auch die bolivianische Hauptstadt Sucre, die Stadt Tarija und eine Reihe von wichtigen Mittelstädten.

## Landwirtschaft
Auf den landwirtschaftlichen Flächen in Los Valles werden vor allem Süßkartoffeln, Quinua, Mais, Gemüse und Früchte angebaut.
Darüber hinaus ist der Anbau von Weintrauben in der Region von Tarija besonders wichtig, weil er die den Weinbau betreffenden wichtigen Industrien des Landes versorgt. Die Region besitzt eine lange Tradition im Weinbau, und die Traubenproduktion ist auch Grundlage für den bolivianischen Weinbrand Singani, der Bestandteil vieler bolivianischer Cocktails ist.